# Claudio Villa
Claudio Villa (rojen kot Claudio Pica), italijanski pevec; * 1. januar 1926, Rim, † 7. februar 1987, Padova.

## Življenjepis
Claudio Villa se je rodil v rimski četrti Transvere. Pevsko kariero je začel kot pevec v restavracijah in manjših gledališčih, konec 40-ih let pa je postal znan tudi na radiu. Claudio Villa je posedoval zelo visok tenor. 
Na Glasbenem festivalu San Remo je zmagal kar štirikrat, v letih 1955, 1957, 1962 in 1967. Večkrat je sodeloval tudi na televizijskem glasbenem festivalu, ki se je imenoval Canzonissima in ga je italijanska televizija RAI prirejala med letoma 1956 in 1974. Na omenjenem festivalu je zmagal leta 1964 s pesmijo O sole mio in leta 1966 s pesmijo Granada.
Dvakrat je zastopal Italijo na Pesmi Evrovizije, in sicer je leta 1962 s pesmijo Addio, addio zasedel 9. mesto, leta 1967 pa s pesmijo Non andare più lontano 11. mesto.
Tekom svoje pevske kariere je posnel okoli 3200 pesmi ter prodal 42 milijonov plošč. Med njegovimi največjimi uspešnicami so bile pesmi Luna rossa, Serenata celeste, Binario, Il torrente, Granada ... Nastopil je tudi v nekaj filmih.
Umrl je zaradi srčne kapi; njegovo smrt so javno objavili na italijanski televiziji med zadnjim večerom Glasbenega festivala San Remo 1987.